# Real Virtuality Engine
Real Virtuality Engine je herní engine, který vytvořilo Bohemia Interactive Studio. Původně se měl jmenovat Poseidon. Poprvé byl využi ve hře Operace Flashpoint, z roku 2001. Kromě počítačových her jej využívají vojenské trenažery VBS1 a VBS2.

## Verze enginu
Enginu již vzniklo několik verzí.

### Real Virtuality 1
- Operace Flashpoint (2001)
- Operation Flashpoint: Resistance (2002)
- VBS1 (2002 a 2004)

### Real Virtuality 2
- Operace Flashpoint: Elite 2005
- Arma: Armed Assault (2006)
- VBS2 (2007) do v2.0

### Real Virtuality 3
- Arma 2 (2009) včetně rozšíření
- VBS2 v2.0
- Take On Helicopters (2011)
- Iron Front: Liberation 1944 (2012)

#### Enfusion
- DayZ (2016)

### Real Virtuality 4
- Arma 3 (2013)